# 魏令望
魏令望（？—1641年），字于野，山西武鄉縣人，明朝政治人物，同进士出身。

## 生平
同科进士魏名大之叔。崇禎九年（1636年）丙子科舉人，崇禎十三年（1640年）登庚辰科进士，户部观政，授商丘縣知縣，調任太康縣知縣。李自成進攻太康時，魏令望率城抵抗，城破后李自成屠城，魏令望率領全家十二人自焚。清朝諡忠烈。